# Emelie Hollow

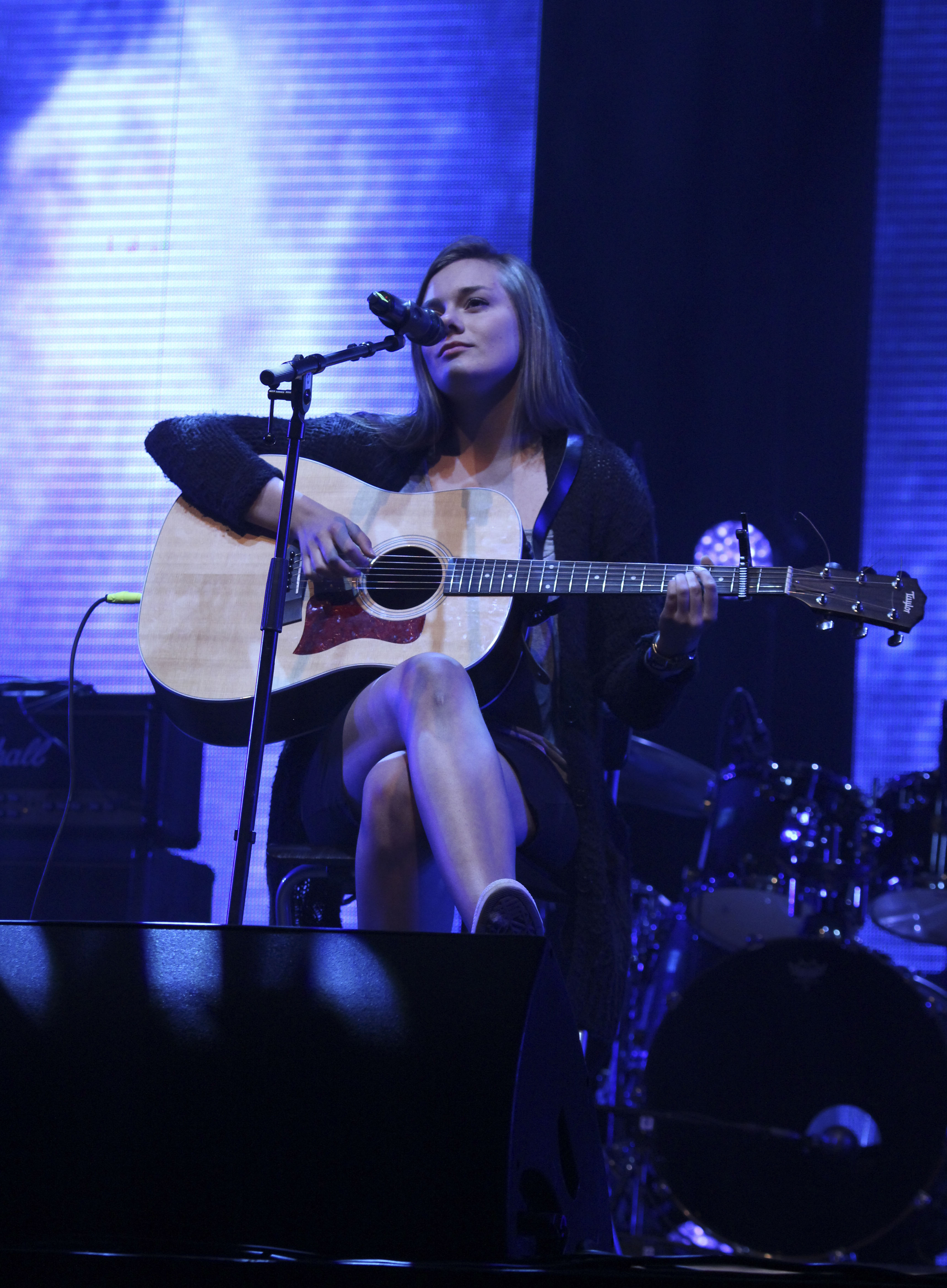
Emelie Hollow, 2014

Emelie Hollow (* 1998) ist eine norwegische Sängerin und Songwriterin.

## Leben
Hollow kam in Norwegen als Tochter einer Norwegerin und eine Neuseeländers zur Welt. Sie stammt aus der südostnorwegischen Gemeinde Ås. Als Jugendliche begann sie, Lieder zu schreiben. Sie nahm 2016 am beim Sender TV 2 ausgestrahlten Musik-Wettbewerb The Stream teil. Dort erreichte sie den vierten Platz und sie erhielt einen Vertrag mit Universal Music.
Bei der im Jahr 2018 veröffentlichten Single Lily des Musikproduzenten Alan Walker wirkte sie als Sängerin mit. Ihre Debüt-EP Hear It Out Load gab sie im September 2019 heraus. Im Februar 2020 trat sie beim norwegischen Musikfestival Bylarm auf. Gemeinsam mit dem Sänger Ruben veröffentlichte sie im Juni 2020 die Single Break It Right. Es folgten weitere Zusammenarbeiten mit anderen Künstlern. Gemeinsam mit Mathias Haukeland und Tix war sie als Songwriterin am englischen Text des Liedes Fallen Angel, dem norwegischen Eurovision-Beitrag für das Jahr 2021, beteiligt. Im August 2021 gab Hollow mit Alene Sammen ihre erste norwegischsprachige Veröffentlichung heraus. Für das Liedprojekt forderten Hollow und die VG-lista junge Norweger auf, Eindrücke aus der Zeit der COVID-19-Pandemie einzusenden.
Beim Musikpreis Spellemannprisen 2021 war sie für ihre im Jahr 2021 geschriebene Musik in der Songwriter-Kategorie nominiert. Im Mai 2023 veröffentlichte sie das Album Solitude. Hollow war einer der Teilnehmenden der zu Beginn des Jahres 2024 ausgestrahlten Musikshow Hver gang vi møtes, im Rahmen derer sie mehrere neue Singles veröffentlichte. Mit ihrer norwegischsprachigen Version von Matomas Lied False Alarm gelang es ihr zu Beginn des Jahres 2024, erstmals in die norwegischen Singlecharts einzuziehen.

## Auszeichnungen
- 2021: Nominierung in der Kategorie „Songwriter des Jahres“, Spellemannprisen 2021[10]

## Diskografie

### Alben
| Jahr | Titel          | Höchstplatzierung, Gesamtwochen, AuszeichnungChartsChartplatzierungen (Jahr, Titel, Platzierungen, Wochen, Auszeichnungen, Anmerkungen) | Anmerkungen                       |
| Jahr | Titel          | NO | Anmerkungen                       |
| ---- | -------------- | --- | --------------------------------- |
| 2021 | Half the Story | NO39 (1 Wo.)NO | Erstveröffentlichung: 7. Mai 2021 |

Weitere Alben
- 2023: Solitude

### EPs
- 2019: Hear It Out Loud
- 2021: Half The Story (Chapter One)
- 2021: Half The Story (Chapter Two)

### Singles
| Jahr | Titel Album                | Höchstplatzierung, Gesamtwochen, AuszeichnungChartsChartplatzierungen (Jahr, Titel, Album, Platzierungen, Wochen, Auszeichnungen, Anmerkungen) | Anmerkungen                                                                                           |
| Jahr | Titel Album                | NO | Anmerkungen                                                                                           |
| ---- | -------------------------- | --- | --- |
| 2024 | Falsk alarm –              | NO5 (5 Wo.)NO | Erstveröffentlichung: 19. Dezember 2023 Beitrag zu Hver gang vi møtes, Original: Matoma               |
| 2024 | Månemannen –               | NO14 (2 Wo.)NO | Erstveröffentlichung: 5. Januar 2024 Beitrag zu Hver gang vi møtes, Original: Vamp                    |
| 2024 | Jeg vet du er borte –      | NO19 (2 Wo.)NO | Erstveröffentlichung: 26. Januar 2024 Beitrag zu Hver gang vi møtes, Original: Ole Ivars              |
| 2024 | Hvor er du nå –            | NO20 (2 Wo.)NO | Erstveröffentlichung: 9. Februar 2024 Beitrag zu Hver gang vi møtes, Original: Highasakite            |
| 2024 | Gud vær snill la meg bli – | NO40 (1 Wo.)NO | mit Ramón Erstveröffentlichung: 16. Februar 2024 Beitrag zu Hver gang vi møtes, Original: Highasakite |

Weitere Singles
- 2017: Like I Love You
- 2017: Feeling of Christmas
- 2018: Lily (mit Alan Walker)
- 2019: Hear It Out Loud
- 2020: Break It Right (mit Ruben)
- 2020: Safe Zone (mit SeeB)
- 2020: Monster
- 2020: Me
- 2021: Trust You
- 2021: Mad Love
- 2021: Feel
- 2021: Fallen Angel (Live-Version)
- 2021: Sparrow (mit Lemaitre)
- 2021: Careful (mit Nicklas Sahl)
- 2021: Alene sammen